# Hohbirker Kunstgraben
Der Hohbirker Kunstgraben (auch: Hohe Birke Kunstgraben und Hochbirkner Kunstgraben) ist ein erzgebirgischer Kunstgraben aus dem 16. Jahrhundert. Er führte Aufschlagwasser von Brand-Erbisdorf den Gruben auf dem Hohbirker Gangzug im Freiberger Stadtteil Zug zu.

## Verlauf

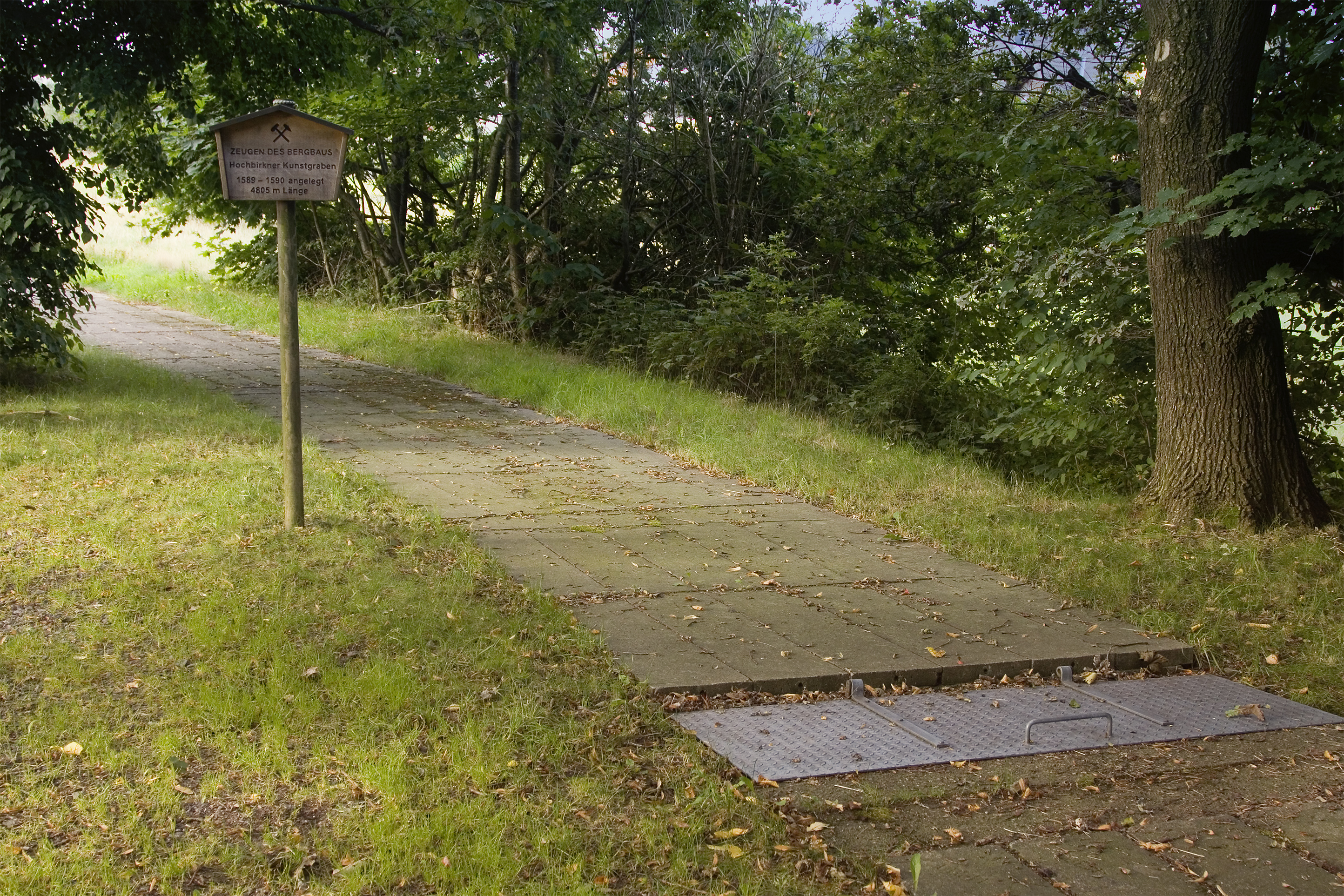
Der Hohbirker Kunstgraben an der Kapelle in Zug

Der 4,805 Kilometer lange Graben beginnt als Zusammenfluss des Abflusses aus dem Rothbächer Teich und einem Teil des Wassers aus dem Müdisdorfer Kunstgraben. Er verläuft sodann in nördliche Richtung zu Krausens Mühle, bei der er kurze Distanz verröscht ist. Danach schwenkt er leicht in nordnordöstliche Richtung und führt östlich am ehemaligen Mendenschacht (auch: Zugspitze) vorbei. Über die so genannte Mendenrösche wurde hier Aufschlagwasser für Förderung und Wasserhaltung der Schachtanlage aus dem Kunstgraben abgeschlagen. Vor dem ehemaligen Haltepunkt Zug unterquert er die Bahnstrecke Berthelsdorf–Großhartmannsdorf und speist kurz darauf den Konstantinteich. Danach verläuft er in einer langgezogenen Ostkurve nordwärts bis etwa zur Zuger Ortsmitte.
An der Kapelle in Zug befindet sich heute der Endpunkt des ursprünglich mit seinen Abzweigen bis in das südliche Stadtgebiet von Freiberg reichenden Hohbirker Kunstgrabens. Früher zweigte an dieser Stelle nach Osten der Zuger Wäschgraben ab, der drei unmittelbar hintereinanderliegende Erzwäschen und die Kröner Fundgrube beaufschlagte. Umfangreiche Wäschsandhalden sind noch heute in diesem kleinen Tal anzutreffen.

## Geschichte
Der Graben wurde nach Projektunterlagen von Oberbergmeister Martin Planer 1590 fertiggestellt und war bis zur Etablierung der Dampfmaschine und Elektroenergie die energetische Hauptschlagader des Hohbirker Gangzuges. Dies resultierte aus der räumlichen Ballung der Bergbauanlagen. Die zahlreichen, auf etwa 4,5 Kilometern Länge wie an einer Perlenschnur hintereinanderliegenden Gruben lieferten vom Beginn des 16. Jahrhunderts bis 1803 insgesamt rund 174 Tonnen Silber sowie große Mengen Kupfer und Blei und verteilten rund 1.500.000 Gulden Ausbeute. Der Hohbirker Gangzug allein lieferte rund zwei Prozent des im gesamten Erzgebirge gewonnenen Silbers.
Bereits vor Erreichen des Gangzuges Hohe Birke wurden Gruben, Pochwerke und Wäschen links und rechts des Verlaufs mit Aufschlagwasser aus dem Graben versorgt. So führte am Konstantinteich beginnend ein Zweigarm des Grabens bis etwa 1900 Aufschlagwasser zur weiter westlich gelegenen Grube Beschert Glück. Heute versorgt dieser Grabenzweig das Gewerbegebiet „Freiberg Süd“ mit großen Mengen Produktions- und Kühlwasser.

## Weiteres

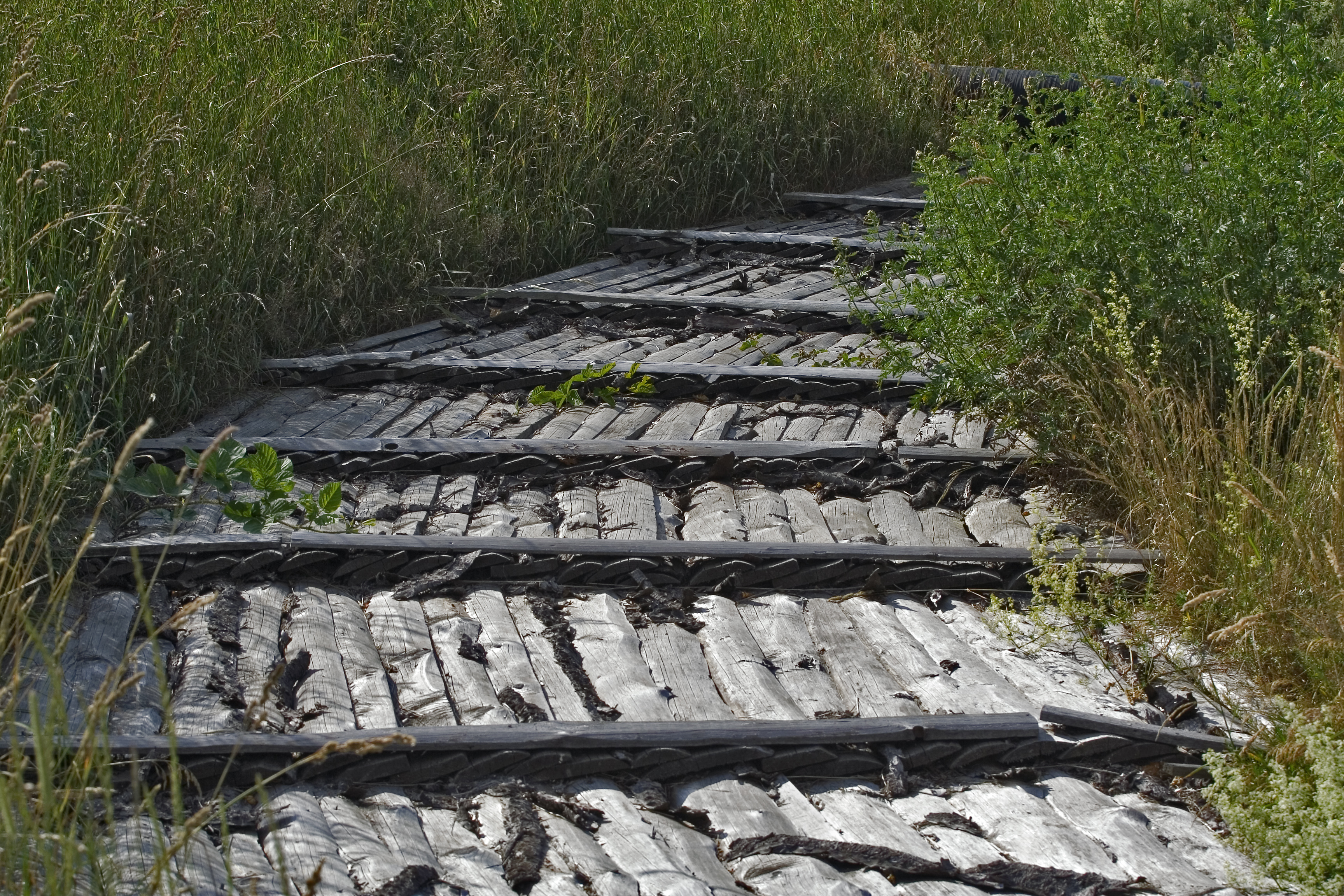
Detail der Schwartenabdeckung am Hohbirker Kunstgraben (Juni 2008)

Vom heutigen Endpunkt in Zug führt eine Freispiegelleitung dem Waldbad Großer Teich im Freiberger Stadtwald Frischwasser zu, da der Badeteich keinen ausreichenden natürlichen Zufluss hat.
Die Grabenwände bestehen aus Trockenmauerwerk. Weite Teile sind mit Holzschwarten abgedeckt. Dadurch konnten Laub und Gras den Wasserfluss nicht behindern, Verdunstungsverluste gering gehalten und Unfälle möglichst vermieden werden. Für die Wartung der Grabensysteme waren Grabensteiger verantwortlich. Heute ist die Schwartenabdeckung noch an einigen touristisch bedeutenden Stellen zu sehen, sonst aber durch Betonplatten ersetzt.